# Abbazia di Santa Giustina (Sezzadio)
L'abbazia di Santa Giustina è stata un'abbazia benedettina istituita, secondo la leggenda nel 722 per volontà di Liutprando, re dei Longobardi. L'abbazia detiene un posto di rilievo nel contesto territoriale alessandrino, fungendo da punto di riferimento sia per la sua importanza storica che per la sua qualità architettonica. La sua presenza è un simbolo tangibile del ricco passato dell'area. La chiesa abbaziale - aperta al culto per occasioni particolari, specialmente matrimoni - è l'unico edificio rimasto del complesso originale. È attualmente di proprietà privata, ma rimane un punto focale per la comunità e per chi è interessato alla storia e all'architettura medievale.

## Storia

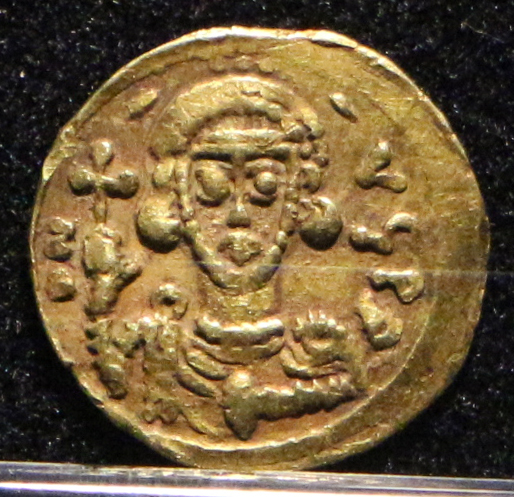
Tremisse di Liutprando.

### Periodo Longobardo
Un mito narra la prima edificazione della chiesa di Santa Giustina durante il periodo longobardo, attribuendola specificamente al sovrano Liutprando nel 722.

### La leggenda di Aleramo
La leggenda, riportata dal domenicano Iacopo da Acqui, nato nel 1334, e in una versione rinascimentale, argomento della novella 27 del secondo volume delle Novelle di Matteo Bandello, fu resa immortale dalla versione del poeta e scrittore italiano Giosuè Carducci nel volume Cavalleria e Umanesimo, dove si narra che il marchese Aleramo fosse nato proprio all'abbazia di Santa Giustina, durante il pellegrinaggio dei nobili genitori tedeschi. Rimasto orfano, Aleramo venne ingaggiato nell'esercito imperiale ed entrò alla corte dell'Imperatore Ottone I.

### Rifondazione nel XI secolo
All'inizio del XI secolo, il marchese Oberto della stirpe aleramica effettuò un'ampia ristrutturazione dell'edificio sacro e vi istituì un monastero benedettino. Questa fase di rinnovamento è immortalata in un mosaico situato nel pavimento della cripta, su un fondo bianco con tessere nere, dove è incisa la frase «Otbertus marchio huius domus domini reparator et ornator». Questa frase sottostima l'entità del lavoro di Oberto, che in realtà ricostruì l'edificio dalle fondamenta. Con l'aiuto dei suoi figli Guido e Anselmo, l'abbazia fu ufficialmente rifondata nel 1030.

### L'Era degli Aleramici e l'apice dell'abbazia

Stemma della Marca Aleramica.

Oberto morì nel 1047 e fu sepolto nella chiesa, confermando che l'edificio fu eretto prima di quella data. Grazie alle donazioni degli Aleramici, l'abbazia conobbe un periodo di splendore tra il XII e il XIII secolo.

### Decadenza e cambiamenti nel XIV e XV secolo
Nel XIV secolo, l'abbazia entrò in una fase di declino. Nel 1434, l'abate Antonio Lanzavecchia ottenne il permesso dalla Santa Sede di trasferire la gestione del monastero alla congregazione benedettina di San Girolamo della Cervara. Questo periodo, sebbene breve e conclusosi nel 1460, portò a modifiche architettoniche che compromisero l'aspetto originale altomedievale ottoniano del monastero.

### Periodo di commenda e cambi di gestione
Dopo la morte dell'ultimo abate regolare nel 1478, il monastero fu gestito in commenda. Un secolo più tardi, con la morte dell'ultimo abate commendatario, la gestione passò agli abati di Sant'Ambrogio di Milano che vi stabilirono una comunità di oblati.

### Impatto del decreto napoleonico
Nel 1810 un decreto napoleonico in attuazione della soppressione degli ordini religiosi pose fine alla fondazione monastica, e le terre furono donate ai veterani di Napoleone Bonaparte. In meno di cinque anni, fino al ritorno dei Savoia che annullarono l'editto, il complesso monastico subì gravi danni. La chiesa fu suddivisa in due parti e convertita in stalla e magazzino.

### Restauri del XIX secolo
Nel 1863, il senatore Angelo Frascara acquistò l'abbazia in un'asta pubblica. I suoi discendenti avviarono un ampio progetto di restauro, eliminando tutte le divisioni interne e restituendo all'abbazia parte del suo antico splendore.

## Descrizione

Pianta della chiesa e del chiostro.

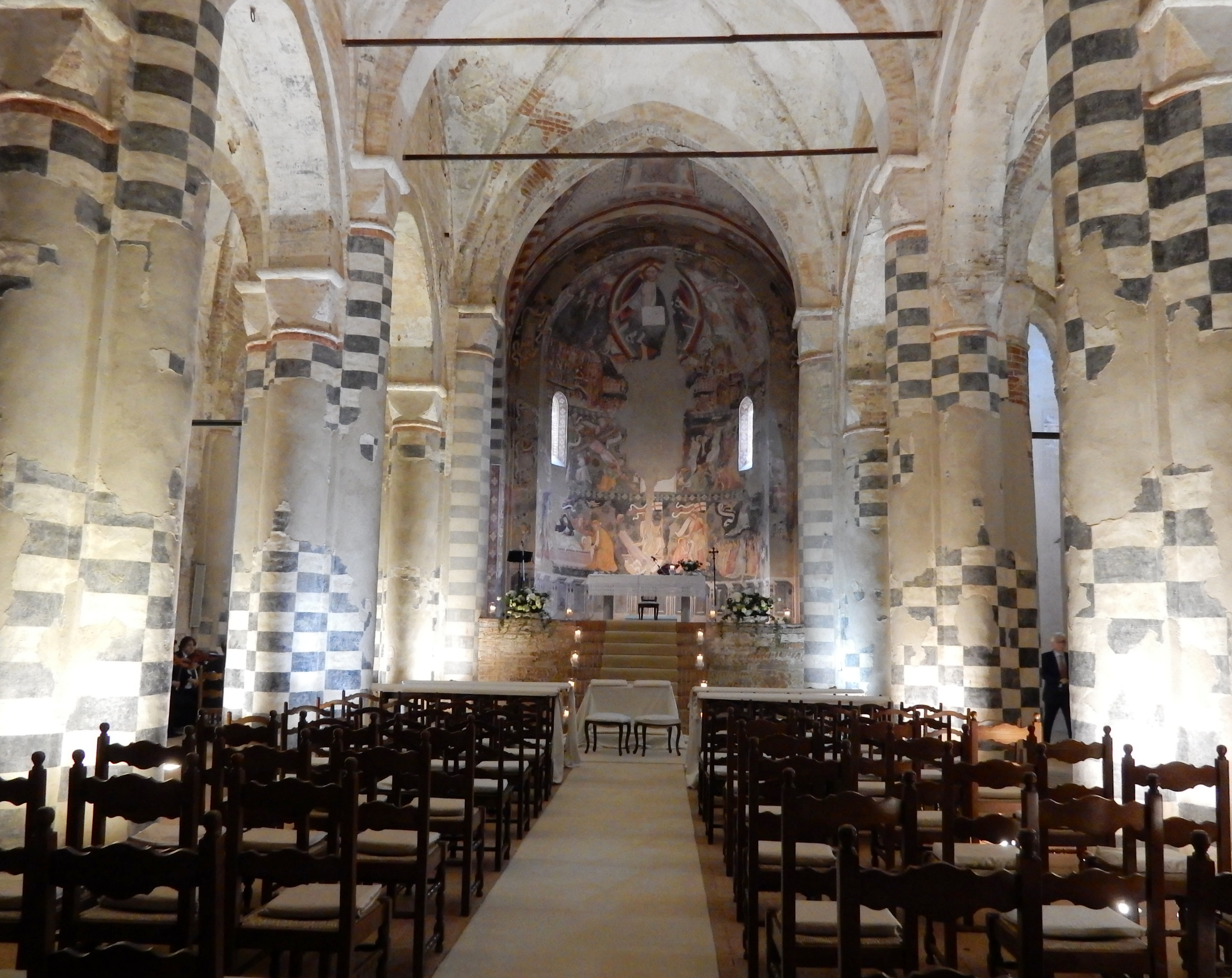
Navata centrale e, sullo sfondo, il presbiterio rialzato.

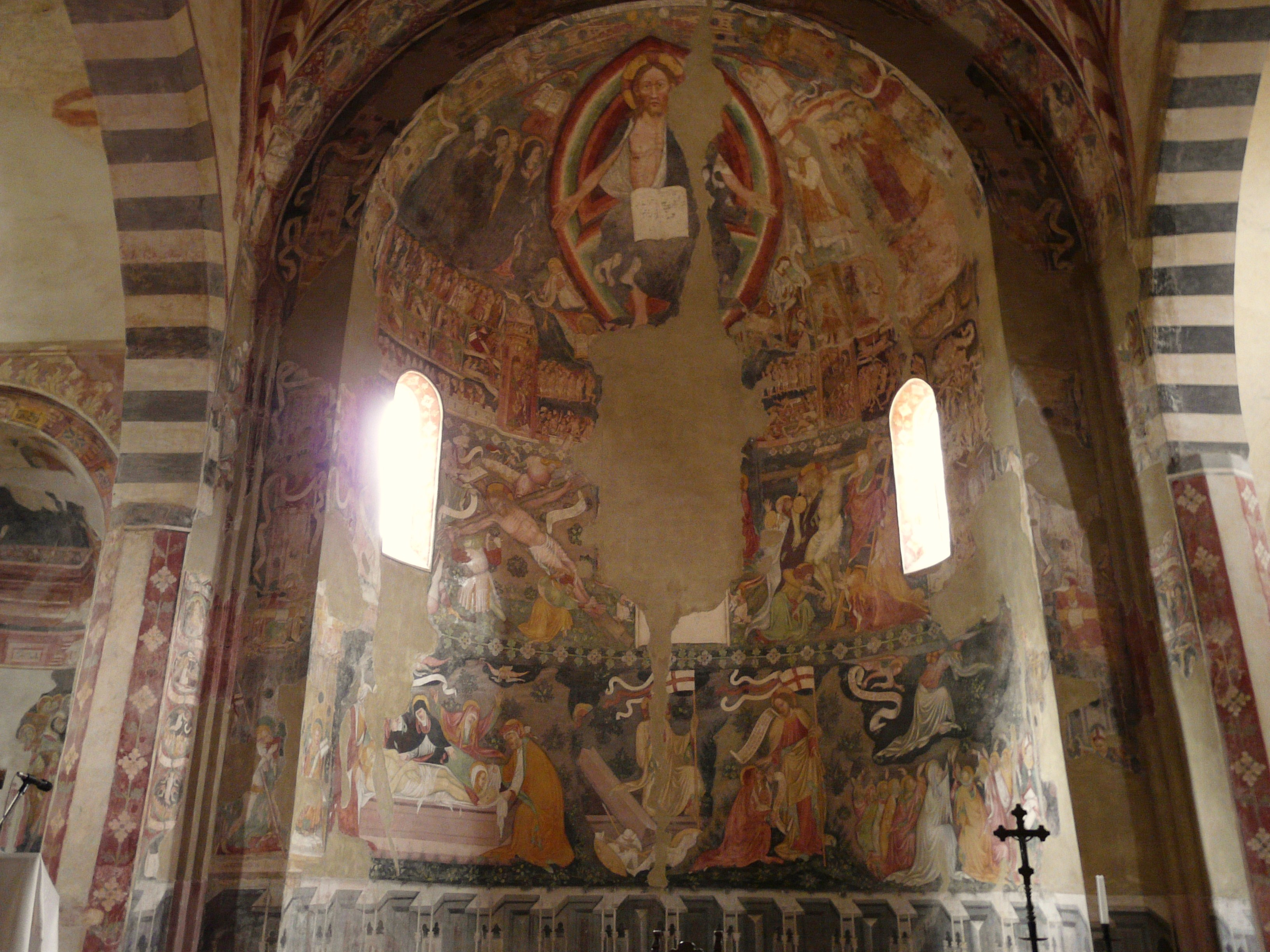
Particolare dell'abside centrale con gli affreschi del XIV e XV secolo. Si noti il tipico Cristo Pantocratore raffigurato nel catino absidale.

L'abbazia di Santa Giustina è stata una fonte di ispirazione per l'artista alessandrino Franco Sassi, particolarmente tra il 1990 e il 1993, anni che hanno segnato la fase finale della sua carriera artistica. Sassi ha esplorato l'abbazia attraverso diverse tecniche artistiche come la "sanguigna" in bianco e nero e l'acquerello.

### Architettura e Stile
L'abbazia è un esempio notevole di architettura romanica dell'XI secolo, con elementi gotici che aggiungono complessità al costruito. La facciata in cotto è suddivisa da lesene e coronata da archetti pensili doppi, un dettaglio che aggiunge un tocco di eleganza alla struttura sobria e lineare. La torre, aggiunta nel XV secolo, e il portale spartano completano l'aspetto esterno. Realizzata principalmente in mattoni, con sporadiche inserzioni di pietra, la chiesa presenta poche aperture laterali.

### Interno e Pianta
L'interno dell'abbazia è strutturato con tre navate che si concludono con absidi. Queste sono innestate direttamente sul transetto, dando alla pianta una forma di T piuttosto che la tradizionale croce latina. Le volte a crociera del XV secolo aggiungono un elemento gotico alla struttura interna dell'edificio sostituendo parzialmente la copertura originale a capriate. L'abside centrale è decorata con un doppio fregio a dente di sega, mentre gli absidi laterali sono più semplici. Il presbiterio è rialzato e vi si accede attraverso una scalinata di nove scalini. Il catino absidale centrale è decorato da interessanti affreschi del XIV e XV secolo che aggiungono un ulteriore strato di dettaglio artistico.

### Cripta e Elementi Storici
La cripta sottostante l'area del presbiterio è un ambiente quadrato con volte a crociera che poggiano su colonne semplici. Il pavimento è adornato da un vasto mosaico dell'XI secolo che copre quasi tutta l'area, esclusa la zona absidale. Questo mosaico contiene l'iscrizione che menziona la fondazione dell'abbazia da parte di Oberto e dei suoi figli, collegando l'edificio alla sua storia originale.

## Dipendenze dell'abbazia
L’elenco delle proprietà dell'abbazia dedotto da una bolla pontificia di papa Celestino III del XII secolo, con cui il pontefice pose l'abbazia sotto la propria protezione dichiarandola dipendente unicamente dalla Santa Sede, comprendono il luogo dove è edificato il monastero, il borgo, la chiesa parrocchiale, compresi i terreni e il castello. La corte di Sezzadio comprendeva anche i borghi di Carpeneto, Montaldo Bormida, Mobio (fra Carpeneto e Rocca Grimalda), Castelnuovo Bormida, Cassine, Fontaniale, Retorto, Danavete, Perti e il feudo anche le corti di Orba e Gamondio. La bolla conferma anche all’abbazia di Sezzadio le sue dipendenze ed i beni fondiari in suo possesso: le chiese di Santo Stefano delle Beccarie e di San Michele di Marengo di Alessandria, San Salvatore di Retorto (Predosa), Santa Maria di Fontaniale (Gavonata, Cassine), Santa Maria di Bolico (Cascina Borio, Sezzadio), San Nicola di Cannova, Nostra Signora delle Ghiare di Pozzolo, il monastero di San Benedetto di Colonega (Albissola Marina), e ancora le chiese di San Giacomo di Castelnuovo Bormida, di Santa Giustina nei pressi di Stella, e la chiesa con la stessa dedicazione a Perti.